# Gastrina velutinata
Gastrina velutinata är en fjärilsart som beskrevs av Walker 1860. Gastrina velutinata ingår i släktet Gastrina och familjen mätare. Inga underarter finns listade i Catalogue of Life.